# Lijst van nummer 1-hits in Australië in 2013
Deze hits stonden in 2013 op nummer 1 in de ARIA Charts, de bekendste hitlijst in Australië.
| Datum        | Artiest                               | Titel                 |
| ------------ | ------------------------------------- | --------------------- |
| 6 januari    | Macklemore, Ryan Lewis & Wanz         | Thrift shop           |
| 13 januari   | Macklemore, Ryan Lewis & Wanz         | Thrift shop           |
| 20 januari   | Macklemore, Ryan Lewis & Wanz         | Thrift shop           |
| 27 januari   | Macklemore, Ryan Lewis & Mary Lambert | Same love             |
| 3 februari   | Macklemore, Ryan Lewis & Mary Lambert | Same love             |
| 10 februari  | Macklemore, Ryan Lewis & Mary Lambert | Same love             |
| 17 februari  | Macklemore, Ryan Lewis & Mary Lambert | Same love             |
| 24 februari  | P!nk & Nate Ruess                     | Just give me a reason |
| 3 maart      | Baauer                                | Harlem shake          |
| 10 maart     | P!nk & Nate Ruess                     | Just give me a reason |
| 17 maart     | P!nk & Nate Ruess                     | Just give me a reason |
| 24 maart     | P!nk & Nate Ruess                     | Just give me a reason |
| 31 maart     | Macklemore, Ryan Lewis & Ray Dalton   | Can't hold us         |
| 7 april      | Passenger                             | Let her go            |
| 14 april     | Passenger                             | Let her go            |
| 21 april     | Passenger                             | Let her go            |
| 28 april     | Passenger                             | Let her go            |
| 5 mei        | Passenger                             | Let her go            |
| 12 mei       | Daft Punk & Pharrell Williams         | Get lucky             |
| 19 mei       | Robin Thicke, T.I. & Pharrell         | Blurred lines         |
| 26 mei       | Robin Thicke, T.I. & Pharrell         | Blurred lines         |
| 2 juni       | Robin Thicke, T.I. & Pharrell         | Blurred lines         |
| 9 juni       | Robin Thicke, T.I. & Pharrell         | Blurred lines         |
| 16 juni      | Robin Thicke, T.I. & Pharrell         | Blurred lines         |
| 23 juni      | Robin Thicke, T.I. & Pharrell         | Blurred lines         |
| 30 juni      | Robin Thicke, T.I. & Pharrell         | Blurred lines         |
| 7 juli       | Robin Thicke, T.I. & Pharrell         | Blurred lines         |
| 14 juli      | Avicii                                | Wake me up            |
| 21 juli      | Avicii                                | Wake me up            |
| 28 juli      | Avicii                                | Wake me up            |
| 4 augustus   | Avicii                                | Wake me up            |
| 11 augustus  | Avicii                                | Wake me up            |
| 18 augustus  | Avicii                                | Wake me up            |
| 25 augustus  | Jason Derülo & 2 Chainz               | Talk dirty            |
| 1 september  | Katy Perry                            | Roar                  |
| 8 september  | Katy Perry                            | Roar                  |
| 15 september | Katy Perry                            | Roar                  |
| 22 september | Redfoo                                | Let's get ridiculous  |
| 29 september | Katy Perry                            | Roar                  |
| 6 oktober    | Katy Perry                            | Roar                  |
| 13 oktober   | Katy Perry                            | Roar                  |
| 20 oktober   | Katy Perry                            | Roar                  |
| 27 oktober   | Katy Perry                            | Roar                  |
| 3 november   | Katy Perry                            | Roar                  |
| 10 november  | Dami Im                               | Alive                 |
| 17 november  | Taylor Henderson                      | Borrow my heart       |
| 24 november  | Eminem & Rihanna                      | The monster           |
| 1 december   | Eminem & Rihanna                      | The monster           |
| 8 december   | John Legend                           | All of me             |
| 15 december  | John Legend                           | All of me             |
| 22 december  | John Legend                           | All of me             |
| 29 december  | John Legend                           | All of me             |